# Typelocatie
De typelocatie (Engels: type locality, ook wel locus classicus) is de plaats waar een type vandaan komt, of gezien is. 
In de zoölogie is de typelocatie de plaats waar het type-exemplaar van de naam van de soort of ondersoort verzameld, of gezien, is. Voorbeelden:
- de Olduvaikloof in Oost-Afrika - vindplaats van de eerste hominiden
- Bad Bentheim, Duitsland - ontsluiting van de Bentheimer zandsteen
- de boring bij de 'Löwebrauerei' in Berlijn - de boring waarvan de uitgestorven moerasslak Viviparus diluvianus voor het eerst uit beschreven is.

In de zoölogie is het toegestaan een nieuwe naam te publiceren op basis van foto van een dier, ook als dat dier zelf niet geconserveerd is.
In de geologie is de typelocatie een referentiepunt waar een gesteente of mineraal in ieder geval voorkomt.
type (biologie) · type (zoölogie) – allotype · holotype · lectotype · neotype · paralectotype · paratype · syntype · typereeks · typesoort · typegeslacht · typelocatie